# Далцелл (Південна Кароліна)
Далцелл (англ. Dalzell) — переписна місцевість (CDP) в США, в окрузі Самтер штату Південна Кароліна. Населення — 3175 осіб (2020).

## Географія
Далцелл розташований за координатами 34°1′15″ пн. ш. 80°25′55″ зх. д. / 34.02083° пн. ш. 80.43194° зх. д. (34.020790, -80.431956).  За даними Бюро перепису населення США в 2010 році переписна місцевість мала площу 15,37 км², з яких 15,25 км² — суходіл та 0,12 км² — водойми.

## Демографія
Згідно з переписом 2010 року, у переписній місцевості мешкало 3059 осіб у 1142 домогосподарствах у складі 845 родин. Густота населення становила 199 осіб/км².  Було 1251 помешкання (81/км²).
Расовий склад населення:
| - 55,0 % — білих - 39,3 % — чорних або афроамериканців - 1,3 % — азіатів - 0,5 % — корінних американців - 0,2 % — вихідців з тихоокеанських островів |

До двох чи більше рас належало 2,7 %. Частка іспаномовних становила 2,8 % від усіх жителів.
За віковим діапазоном населення розподілялося таким чином: 30,1 % — особи молодші 18 років, 61,6 % — особи у віці 18—64 років, 8,3 % — особи у віці 65 років та старші. Медіана віку мешканця становила 29,4 року. На 100 осіб жіночої статі у переписній місцевості припадало 93,5 чоловіків;  на 100 жінок у віці від 18 років та старших — 87,8 чоловіків також старших 18 років.
Середній дохід на одне домашнє господарство  становив 56 795 доларів США (медіана — 49 281), а середній дохід на одну сім'ю — 59 608 доларів (медіана — 53 054). За межею бідності перебувало 22,6 % осіб, у тому числі 33,7 % дітей у віці до 18 років та 10,1 % осіб у віці 65 років та старших.
Цивільне працевлаштоване населення становило 1579 осіб. Основні галузі зайнятості: освіта, охорона здоров'я та соціальна допомога — 27,5 %, транспорт — 12,5 %, роздрібна торгівля — 12,3 %.